# Polo (caramella)
Le Polo® sono delle caramelle alla menta originariamente lanciate dalla Rowntree sul mercato del Regno Unito nel 1948 e successivamente distribuite da Nestlé a partire dal 1988. La denominazione Polo ricondurrebbe a polar, simboleggiando la sensazione di freschezza derivante dalle caramelle. Sono particolarmente riconoscibili per la loro forma simile a quella di una ciambella stilizzata.

## Storia
Le prime caramelle Polo al gusto menta furono lanciate sul mercato dall'azienda britannica Rowntree's nel 1948, a cui seguirono poco tempo dopo le Polo alla frutta. All'inizio, tuttavia, il design delle caramelle era sensibilmente differente: esse avevano una forma più tradizionale, senza buco. Soltanto nel 1955 il design delle caramelle fu reso simile a quello attuale.
Attualmente le Polo sono le caramelle più vendute nel Regno Unito, con oltre venti milioni di mentine prodotte ogni giorno, ed una media di circa mille Polo mangiate ogni secondo.

## Descrizione
Una caramella Polo ha approssimativamente un diametro di 1,9 cm ed un buco interno di circa 0,8 cm. Le Polo originali sono di colore bianco, a forma di ciambella, e con la scritta POLO® in rilievo sulla caramella. Piuttosto popolare è diventato lo slogan Polo, il buco con la menta intorno. La confezione classica è costituita da un tubetto di carta alto circa 10 cm e contenente 23 caramelle.

## Varianti
Nel corso degli anni, Rowntree Mackintosh prima e Nestlé poi hanno introdotto numerose varianti alle originali Polo alla menta, i cui risultati commerciali ne hanno permesso la diffusione nel mondo e la sopravvivenza sul mercato. Oltre a differenziare il gusto delle caramelle (menta, arancia, limone, menta forte, frutta, cannella ecc.), o la loro confezione, sono stati lanciati sul mercato anche i chewingum Polo Gum, le Polo senza zucchero, le Polo ripiene, le mentine Polo, ed altre varianti.